# Alec Reid
|  | Aquest article tracta sobre el sacerdot irlandès. Si cerqueu l'aviador britànic, vegeu «Alec Cunningham-Reid». |

Alec Reid, C.Ss.R. (pronunciat: /'ælɪk riːd/) (Nenagh, 5 d'agost de 1931 - Dublín, 22 de novembre de 2013) fou un sacerdot catòlic irlandès, conegut pel seu paper de facilitador en el procés de pau a Irlanda del Nord.
Nascut i criat l'any 1931 a Nenagh, comtat de Tipperary, professà com a redemptorista el 1950, i va ser ordenat sacerdot set anys després. Per als propers quatre anys, participà en missions parroquials a Limerick, Dundalk i Galway (Esker), abans de traslladar-se al monestir de Clonard, a Belfast, on va passar gairebé els quaranta anys següents. El monestir redemptorista de Clonard es troba a la cruïlla entre la comunitat catòlica-irlandesa i la protestant-britànica de Shankill Road.
El 1988 va lliurar els últims sagraments a dos caporals de la Royal Corps of Signals assassinats per l'Exèrcit Republicà Irlandès Provisional (PIRA), després d'haver participat en un funeral republicà. Una fotografia de la seva intervenció posterior a l'assassinat dels caporals britànics, va esdevenir una de les imatges més colpidores del conflicte. A finals de 1980, facilità una sèrie de reunions entre el president del Sinn Féin, Gerry Adams, i el líder del Partit Socialdemòcrata i Laborista (SDLP), John Hume, en un esforç per establir un «front pan-nacionalista» per a engegar un moviment cap a la renúncia de la violència en favor de la negociació. Després, va actuar com la persona de contacte entre el Govern irlandès i Charles Haughey en una reunió a Dublín el 1987 fins a la signatura de l'Acord del Divendres Sant el 1998. En aquest paper, que no fou de coneixement públic en el moment, es va reunir amb diversos taoisigh, i en particular amb Martin Mansergh, assessor de diversos líders del Fianna Fáil.
Més recentment, s'ha traslladat a Dublín i ha participat en els esforços de pau entre Espanya i el País Basc. El gener de 2003, va ser guardonat amb el premi Sabino Arana "Mirall del món" de 2002, de la Fundació Sabino Arana a Bilbao, en reconeixement dels seus esforços de reconciliació i promoció de la pau. Reid i un ministre metodista, el reverend Harold Good, van anunciar que l'IRA havia inutilitzat les seves armes en una conferència de premsa al setembre de 2005. El novembre de 2005 estigué involucrat en una controvèrsia quan els comentaris que va fer durant una reunió a l'Església Presbiteriana de Fitzroy sobre la comunitat unionista d'Irlanda del Nord. Reid va dir: "No voleu escoltar la veritat. La realitat és que la comunitat nacionalista a Irlanda del Nord va ser tractada per la comunitat unionista gairebé com animals. No foren tractats com a éssers humans. Foren tractats com els nazis van tractar als jueus". En una entrevista a la CNN, Reid va afirmar que "l'IRA va ser, si es vol, una resposta violenta a la repressió dels drets humans".
El 4 de juliol de 2008, fou envestit graduat d'honor per la Universitat d'Ulster, i doctorat universitari (DUniv), en les seves cerimònies de graduació d'estiu, en reconeixement de la seva contribució al procés de pau a Irlanda del Nord.
El 19 d'abril de 2009, fou guardonat amb el Premi Reflexions d'esperança pel Museu i Memorial Nacional Ciutat d'Oklahoma.
Morí el 22 de novembre de 2013, a l'Hospital Universitari de Saint Vincent de Dublín, als vuitanta-dos anys.